# Amour, Amour !
Pour les articles homonymes, voir In Love with Love.
Pour plus de détails, voir Fiche technique et Distribution.
Amour, Amour ! (In Love with Love) est un film américain réalisé par Rowland V. Lee, sorti en 1924.

## Fiche technique
- Titre original : In Love with Love
- Titre français : Amour, Amour !
- Réalisation : Rowland V. Lee
- Scénario : Robert N. Lee d'après la pièce de Vincent Lawrence
- Pays d'origine : États-Unis
- Format : Noir et blanc - 1,33:1 - Film muet
- Genre : comédie
- Date de sortie : 1924

## Distribution
- Marguerite De La Motte : Ann Jordan
- Allan Forrest : Jack Gardner
- Harold Goodwin : Robert Metcalf
- William Austin : George Sears
- Will Walling : M. Jordan